# Ma trận trọng số
- Ma trận trọng số được dùng để biểu diễn đồ thị.
- Xét đồ thị G=(X, U) (có hướng hay vô hướng)
- Giả sử tập X gồm n đỉnh và được sắp thứ tự X={{\displaystyle x_{\text{1}},x_{\text{2}},...,x_{\text{n}}}}, tập U gồm n cạnh và được sắp thứ tự U={{\displaystyle u_{\text{1}},u_{\text{2}},...,u_{\text{n}}}}

## Khái niệm
Ma trận kề của đồ thị G, ký hiệu B(G), là một ma trận nhị phân cấp n x n được định nghĩa như sau: B=({\displaystyle B_{\text{ij}}}) với: 
- B=({\displaystyle B_{\text{ij}}} = trọng số của cạnh nối i và j nếu có cạnh nối {\displaystyle x_{\text{i}}} tới {\displaystyle x_{\text{j}}}
- B=({\displaystyle B_{\text{ij}}} = 0 nếu không có cạnh nối {\displaystyle x_{\text{i}}} tới {\displaystyle x_{\text{j}}}

Nếu G là đồ thị vô hướng, ma trận liên thuộc của đồ thị G, ký hiệu A(G), là ma trận nhị phân cấp nxm được định nghĩa như sau: A=({\displaystyle A_{\text{ij}}})
- A=({\displaystyle A_{\text{ij}}}) = trọng số của cạnh nối i và j nếu có cạnh nối {\displaystyle x_{\text{i}}} tới {\displaystyle x_{\text{j}}}
- A=({\displaystyle A_{\text{ij}}}) = 0 nếu không có cạnh nối {\displaystyle x_{\text{i}}} tới {\displaystyle x_{\text{j}}}

## Ví dụ đồ thị vô hướng
Cho đồ thị G vô hướng (4 đỉnh):

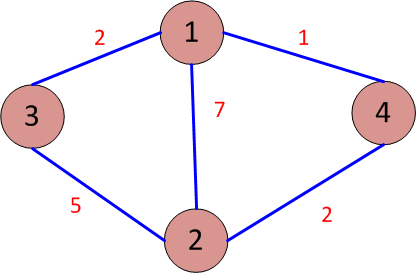
Đồ thị G

- Gọi A là ma trận kề biểu diễn đồ thị G.
- Từ đồ thị G, ta thấy:
  - 1 và 2 có cạnh nối và trọng số = 7 => {\displaystyle A_{\text{12}}=A_{\text{21}}=7}
  - 1 và 3 có cạnh nối và trọng số = 2 => {\displaystyle A_{\text{13}}=A_{\text{31}}=2}
  - 1 và 4 có cạnh nối và trọng số = 1 => {\displaystyle A_{\text{14}}=A_{\text{41}}=1}
  - 2 và 3 có cạnh nối và trọng số = 5 => {\displaystyle A_{\text{23}}=A_{\text{32}}=5}
  - 2 và 4 có cạnh nối và trọng số = 2 => {\displaystyle A_{\text{24}}=A_{\text{42}}=2}
  - Còn lại các cặp đỉnh không có cạnh nối với nhau => {\displaystyle A_{\text{ij}}=A_{\text{ji}}=0}
- Kết quả sau khi biểu diễn đồ thị G sang ma trận kề:

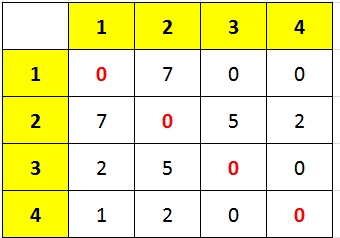
Đồ thị G

## Ví dụ đồ thị có hướng
Cho đồ thị G có hướng (4 đỉnh):

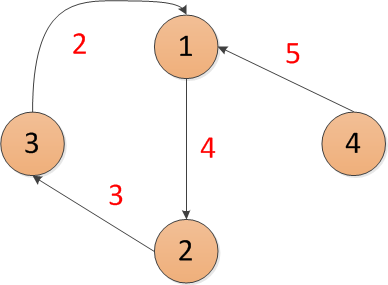
Đồ thị G

- Gọi A là ma trận kề biểu diễn đồ thị G.
- Từ đồ thị G, ta thấy:
  - 1 và 2 có cạnh nối và trọng số = 4 và 1 đi vào 2 => {\displaystyle A_{\text{12}}=4}
  - 2 và 3 có cạnh nối và trọng số = 3 và 2 đi vào 3 => {\displaystyle A_{\text{23}}=3}
  - 3 và 1 có cạnh nối và trọng số = 2 và 3 đi vào 1 => {\displaystyle A_{\text{31}}=2}
  - 4 và 1 có cạnh nối và trọng số = 5 và 4 đi vào 1 => {\displaystyle A_{\text{41}}=5}
  - Còn lại các cặp đỉnh không có cạnh nối với nhau => {\displaystyle A_{\text{ij}}=0}
- Kết quả sau khi biểu diễn đồ thị G sang ma trận kề:

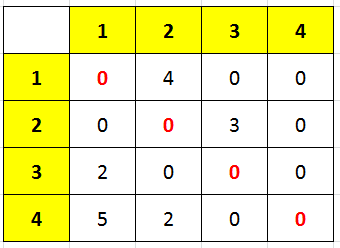
Đồ thị G

## Nhận xét
- Ở cách biểu diễn ma trận này, ma trận sẽ không biểu diễn được:
  - Đồ thị có cạnh song song
- Ở cách biểu diễn ma trận này, ma trận có thể biểu diễn được:
  - Đồ thị có khuyên